# 8 juin dans les chemins de fer
8 mai 8 juillet
Chronologies thématiques
- Croisades
- Sports
- Disney

Cette page concerne les événements qui se sont déroulés un 8 juin dans les chemins de fer.

## Événements

### XXesiècle
- 1925. France : Inauguration du chemin de fer Condom-Castéra-Verduzan (compagnie du Midi)